# Jordan Zemura
Jordan Bhekithemba Zemura (Lambeth, Inglaterra, Reino Unido, 14 de noviembre de 1999) es un futbolista zimbabuense. Juega de defensa y su equipo es el Udinese Calcio de la Serie A. Es internacional absoluto por la selección de Zimbabue desde 2020.

## Trayectoria
Tras pasos por las inferiores del Queens Park Rangers F. C. y el Charlton Athletic F. C., entró a la cantera del AFC Bournemouth en 2019. Debutó con el primer equipo de las cerezas el 15 de septiembre de 2020 contra el Crystal Palace F. C. en la Copa de la Liga.
El 12 de abril de 2023 el Udinese Calcio anunció su fichaje para la siguiente temporada y hasta junio de 2027.

## Selección nacional
Nacido en Londres, representa a Zimbabue a nivel internacional ya que sus padres nacieron en ese país, su padre en Murehwa y su madre en Wedza.
Debutó con la selección de Zimbabue el 13 de noviembre de 2020 contra Argelia en la clasificación para la Copa Africana de Naciones de 2021.

## Estadísticas
Actualizado al último partido disputado el 25 de mayo de 2025.
| Club                                                                               | Div.          | Temporada     | Liga  | Liga  | Copas nacionales(1) | Copas nacionales(1) | Total | Total |
| Club                                                                               | Div.          | Temporada     | Part. | Goles | Part.               | Goles               | Part. | Goles |
| ---------------------------------------------------------------------------------- | ------------- | ------------- | ----- | ----- | ------------------- | ------------------- | ----- | ----- |
| AFC Bournemouth Inglaterra                                                         | 1.ª           | 2019-20       | 0     | 0     | 0                   | 0                   | 0     | 0     |
| AFC Bournemouth Inglaterra                                                         | 2.ª           | 2020-21       | 2     | 0     | 3                   | 0                   | 5     | 0     |
| AFC Bournemouth Inglaterra                                                         | 2.ª           | 2021-22       | 33    | 3     | 1                   | 0                   | 34    | 3     |
| AFC Bournemouth Inglaterra                                                         | 1.ª           | 2022-23       | 19    | 0     | 3                   | 0                   | 22    | 0     |
| AFC Bournemouth Inglaterra                                                         | Total club    | Total club    | 54    | 3     | 7                   | 0                   | 61    | 3     |
| Udinese Calcio · Italia                                                            | 1.ª           | 2023-24       | 27    | 1     | 2                   | 0                   | 29    | 1     |
| Udinese Calcio · Italia                                                            | 1.ª           | 2024-25       | 23    | 1     | 2                   | 0                   | 25    | 1     |
| Udinese Calcio · Italia                                                            | Total club    | Total club    | 50    | 2     | 4                   | 0                   | 54    | 2     |
| Total carrera                                                                      | Total carrera | Total carrera | 104   | 5     | 11                  | 0                   | 115   | 5     |
| (1) Incluye datos de la FA Cup, la Copa de la Liga de Inglaterra y la Copa Italia. |               |               |       |       |                     |                     |       |       |